# Play Don't Worry
Play Don't Worry es el segundo álbum de estudio del músico inglés Mick Ronson. Fue publicado en enero de 1975 por el sello RCA Records.

## Grabación y contenido
Las sesiones de grabación del álbum tuvieron lugar en dos estudios diferentes de Londres, Inglaterra: Trident y Scorpio Sound Studios. El álbum fue producido por el propio Ronson mientras que Dennis Mackay, Peter Fielder, y Ted Sharp se desempeñaron como ingenieros de audio. Las mezclas del álbum se llevaron a cabo en Scorpio Sound por Ronson junto con Ray Hendrickson. Una vez completas las sesiones de grabación, Bruce Somerfeld masterizó el álbum en los estudios RCA, en Nueva York. Play Don't Worry contenía nueve canciones. Cuatro de las canciones del álbum fueron compuestas por el propio Ronson. El resto de canciones del álbum eran versiones de material previamente grabado por otros artistas. Esto incluyó una versión de «White Light/White Heat» de la banda The Velvet Underground. También se incluye una versión de «The Girl Can't Help It», que fue un éxito top 50 para Little Richard en 1957.

## Recepción de la crítica
Peter Harvey, escritor de  Record Mirror, indicó: “[Ronson] ejerce un control elegante sobre sus propias habilidades para tocar la guitarra. Ronno puede hacerlo [todo]: escribir, cantar, tocar Y arreglar y producir. Tiene mucho estilo atmosférico y está creciendo todo el tiempo”. Un escritor no especificado de Billboard llamó al álbum “una gran mejora con respecto al debut, con más énfasis en su excelente trabajo con la guitarra y menos en su no siempre perfecto canto. Los mejores cortes son, sin duda, los que le permiten trabajar con su guitarra”. Un escritor no especificado de Cash Box consideró que el álbum “captura una combinación de sonidos futuristas mezclados hábilmente con algunos de los temas básicos del género”. Un escritor no especificado de Record World señaló que Ronson “sensacionaliza un segundo set en solitario que seguramente atraerá atención, difusión y ventas”.

## Lista de canciones
| Lado uno |                          |              |          |  |
| N.º      | Título                   | Escritor(es) | Duración |  |
| 1.       | «Billy Porter»           | Mick Ronson  | 3:30     |  |
| 2.       | «Angel No. 9»            | Craig Fuller | 5:31     |  |
| 3.       | «This Is for You»        | Laurie Heath | 4:30     |  |
| 4.       | «White Light/White Heat» | Lou Reed     | 4:07     |  |

| Lado dos |                               |                                        |          |  |
| N.º      | Título                        | Escritor(es)                           | Duración |  |
| 1.       | «Play Don't Worry»            | Ronson Bob Sargeant                    | 3:15     |  |
| 2.       | «Hazy Days»                   | Ronson                                 | 4:10     |  |
| 3.       | «Girl Can't Help It»          | Bobby Troup                            | 2:45     |  |
| 4.       | «Empty Bed (Io Me Ne Andrei)» | Ronson Claudio Baglioni Antonio Coggio | 5:12     |  |
| 5.       | «Woman»                       | Adam Taylor                            | 3:25     |  |

## Créditos y personal
Créditos adaptados desde las notas de álbum de Play Don't Worry.
Personal técnico
- Mick Ronson – productor, mezclas
- Dennis Mackay – ingeniero de audio
- Peter Fielder – ingeniero de audio
- Ted Sharp – ingeniero de audio
- Ray Hendrickson – mezclas
- Bruce Somerfeld – masterización
- Clive Arrowsmith – fotografía

## Posicionamiento
| Gráfica (1975)                            | Pico de posición |
| ----------------------------------------- | ---------------- |
| Estados Unidos (Billboard Top LPs & Tape) | 103              |
| Estados Unidos (Cash Box Top 100 Albums)  | 89               |
| Reino Unido (Record Mirror Top 50 Albums) | 29               |